# Le Funiculaire des anges
Le Funiculaire des anges est un téléfilm français réalisé par Roger Gillioz et diffusé dans le cadre de la série télévisée Série noire le 3 novembre 1988 sur TF1.

## Fiche technique
- Titre : Le Funiculaire des anges
- Réalisation : Roger Gillioz
- Scénario : d'après le roman éponyme de Verne Chute
- Musique : Thierry Fervant
- Durée : 87 minutes

## Distribution
- Bernard Rosselli : Dan
- Gabrielle Lazure : Mara
- Sofie Kremen : Ruby
- Denise Virieux : Eva
- Howard Vernon : Ellenis
- Thierry Ravel : Jo
- Gérard Boucaron : Severini
- Serge Martina : Mourlon
- Jean-René Gossart : Brade
- Jean-Pierre Gos : Ramos
- Jacques Michel : Darbois
- François Berthet : Mareuil
- Maka Kotto : Felix
- Pierre-Marie Escourrou : Kim
- Nicole Die : Carole